# Chaignay
Chaignay ist eine französische Gemeinde mit 500 Einwohnern (Stand 1. Januar 2022) im Département Côte-d’Or in der Region Bourgogne-Franche-Comté. Sie gehört zum Arrondissement Dijon und zum Kanton Is-sur-Tille.
Chaignay wird umgeben von Is-sur-Tille im Norden, von Gemeaux im Osten, von Messigny-et-Vantoux im Süden und von Saussy im Westen.

## Bevölkerungsentwicklung
| Jahr                       | 1962 | 1968 | 1975 | 1982 | 1990 | 1999 | 2008 | 2012 | 2019 |
| Einwohner                  | 330  | 310  | 311  | 336  | 369  | 430  | 481  | 548  | 524  |
| Quellen: Cassini und INSEE |      |      |      |      |      |      |      |      |      |